# Владимировка (Приозерский район)
Владимировка (до 1948 года Сортанлахти, фин. Sortanlahti) — посёлок в Громовском сельском поселении Приозерского района Ленинградской области.

## Название
Топоним Сортанлахти, предположительно, восходит к русскому «Чёртова бухта». В писцовых книгах XVI века не зафиксирован.
Летом 1947 года сельсовету, расположенному в деревне Сортанлахти, согласно географическому расположению выбрали наименование Приладожский, соответственно также стала называться и сама деревня. Однако комиссия по переименованию присвоила деревне Сортанлахти название посёлок Владимировка, а название посёлок Приладожское было дано деревне Мюллюкюля. Окончательно это переименование было закреплено указом Президиума ВС РСФСР от 13 января 1949 года.

## История

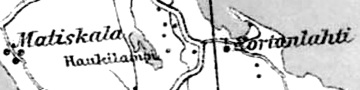
Деревня Сортанлахти на финской карте 1923 года

До 1939 года деревня Сортанлахти входила в состав волости Пюхяярви Выборгской губернии Финляндской республики.
С января 1940 года — в составе Карело-Финской ССР.
С 1 августа 1941 года по 31 июля 1944 года финская оккупация.
С 1 ноября 1944 года учитывалась в составе Сортанлахтинского сельсовета Кексгольмского района. 
С 1 октября 1948 года — в составе Приладожского сельсовета Приозерского района.
С 1 января 1949 года деревня Сортанлахти стала учитываться, как посёлок Владимировка в составе Приладожского сельсовета Приозерского района.
С 1 февраля 1963 года — в составе Красноармейского сельсовета Выборгского района.
С 1 января 1965 года — вновь в составе Красноармейского сельсовета Приозерского района. В 1965 году население посёлка составляло 227 человек. 
По данным 1966 года посёлок Владимировка входил в состав Приладожского сельсовета
По данным 1973 и 1990 годов посёлок Владимировка входил в состав Громовского сельсовета.
В 1997 году в посёлке Владимировка Громовской волости проживали 315 человек, в 2002 году — 215 человек (русские — 91 %).
В 2007 году в посёлке Владимировка Громовского СП проживал 221 человек, в 2010 году — 150 человек.

## География
Посёлок расположен в восточной части района на автодороге 41К-012 (Санкт-Петербург — Приозерск).
Расстояние до административного центра поселения — 22 км.
Расстояние до ближайшей железнодорожной станции Отрадное — 24 км.
Посёлок находится на берегу Владимирской бухты Ладожского озера, ближайшей к острову Коневец.

## Демография
| 2007 | 2010 | 2017 |
| ---- | ---- | ---- |
| 221  | ↘150 | ↘140 |

## Улицы
Берёзовый переулок, Верхняя, Зелёный переулок, Ладожская, Лесная, Сосновый переулок, Хвойный переулок, Цветочный переулок, Школьная.